# Rollingergrund
Rollingergrund (en luxembourgeois : Rollengergronn ) est le chef-lieu et une ancienne commune au Luxembourg située dans le canton de Luxembourg. De nos jours, elle forme la majeure partie du quartier de Rollingergrund / Belair-Nord.

## Histoire
La commune est née de la loi du 8 mai 1849 qui dispose du détachement des sections de Rollingergrund, Rothenberg, Limpertsberg et Septfontaines partie de celle de Mühlenbach et la partie de celle de Reckenthal dépendantes alors de la commune d'Eich.
À la suite de la Première Guerre mondiale, les communes de Hollerich, Rollingergrund et Hamm sont réunies à la ville de Luxembourg par la loi du 26 mars 1920. À partir du 1er juillet 1920 la commune d'Eich est également réunie à la ville de Luxembourg.

## Politique et administration

### Liste des bourgmestres
- J.-B.-A. Michel
- Jean-Henri Michel (1854)
- M. Engels
- A. Wagner
- Fr. Petit
- Maurice Pescatore (1905 ; 1908-1919)

## Culture locale et patrimoine

### Personnalités liées à la commune
- Michel Engels (1851-1901), illustrateur, peintre et professeur d'art ;
- Joseph Laurent Philippe (1877-1956), évêque de Luxembourg de 1935 à 1956.